# ليزا الكسندر
ليزا الكسندر هي سباحة متزامنة كندية، ولدت في 22 سبتمبر 1968 في تورونتو في كندا.

## وصلات خارجية
- ليزا الكسندر على موقع الاتحاد الدولي للسباحة (الإنجليزية)
- ليزا الكسندر على موقع SwimRankings.net (الإنجليزية)
- ليزا الكسندر على موقع اللجنة الأولمبية الدولية (الإنجليزية)
- ليزا الكسندر على موقع أوليمبيديا (الإنجليزية)
- ليزا الكسندر على موقع اللجنة الأولمبية الكندية (الإنجليزية)
- ليزا الكسندر على موقع اتحاد ألعاب الكومنولث (مؤرشف) (الإنجليزية)